# Nieuwdorp
Nieuwdorp est un village de la commune néerlandaise de Borsele, en Zélande. Il compte 1 188 habitants (2008).
Nieuwdorp a été créé en tant qu'établissement pour les cultivateurs du West-Kraayertpolder. Au fur et à mesure que le nombre de maisons a augmenté, Nieuwdorp a commencé à ressembler de plus en plus à un village et a obtenu sa propre école en 1821.
Nieuwdorp est situé le long de la N254, la route qui relie Middelbourg au tunnel de l'Escaut occidental. Cette route détermine également la limite entre le village et la zone portuaire et industrielle de Vlissingen-Oost (Sloegebied), où beaucoup d'habitants de Nieuwdorp travaillent.
Avant son intégration à Borsele, Nieuwdorp faisait partie de l'ancienne commune de 's-Heer Arendskerke.

## Galerie

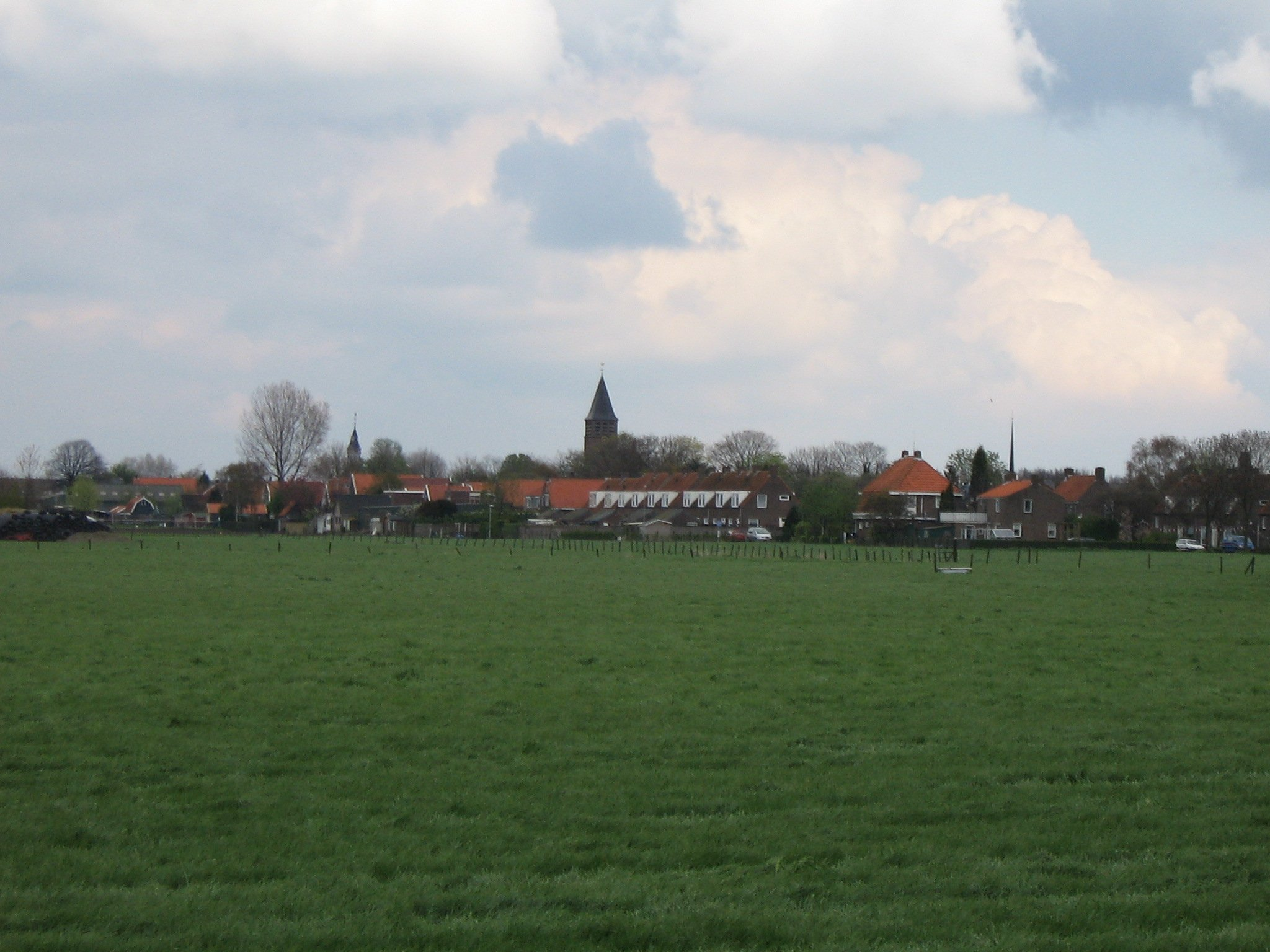
Panorama du village.
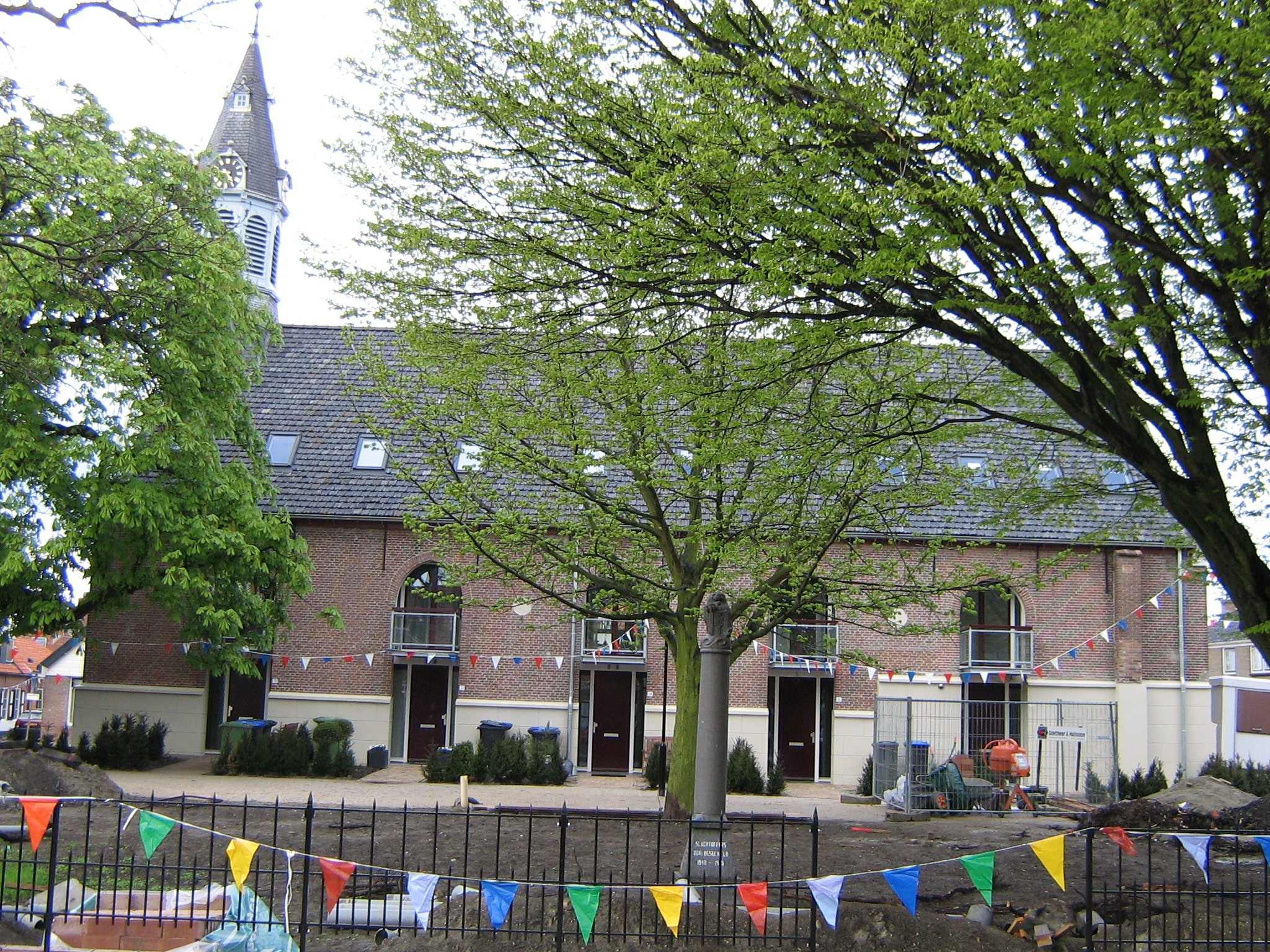
L'ancienne église reconvertie en habitations.

## Source
- (nl) Cet article est partiellement ou en totalité issu de l’article de Wikipédia en néerlandais intitulé « Nieuwdorp (Zeeland) » (voir la liste des auteurs).